# National Museum of Scotland
Il National Museum of Scotland (in italiano Museo Nazionale della Scozia) è un ente creato nel 1985, grazie ad una legge parlamentare del Regno Unito, unendo due musei già presenti. L'ingresso al National Museum of Scotland è gratuito. Nel 2012, il museo ha avuto 1.893.521 visitatori annuali.

## Storia e Architettura
Il complesso del National Museum of Scotland di Edimburgo è stato costituito nel 2006 dall'unione del National Museum of Antiquities of Scotland (Museo Nazionale di Scozia), contenente collezioni di antichità scozzesi che raccontano la storia del Paese, con l'adiacente Royal Scottish Museum (Museo Reale Scozzese, così battezzato nel 1995), in cui sono conservate collezioni sulla scienza, sulla tecnologia, sulla storia naturale e su varie culture del mondo. Questi due musei hanno sede in due edifici differenti, ma sono collegati tra di loro e collocati nel centro di Edimburgo, a Chambers Street, vicino al Ponte George IV. I due edifici mantengono caratteristiche architettoniche differenti: il Museum of Scotland è ospitato in un palazzo moderno inaugurato nel 1998, mentre il palazzo del Royal Museum fu iniziato nel 1861 e parzialmente aperto al pubblico nel 1866. L'edificio ha una facciata vittoriana in architettura neoromanica ed una sala centrale in ghisa alta quanto l'intera struttura. Questo complesso è stato riaperto al pubblico il 29 luglio 2011, dopo un restauro costato 47 milioni di sterline, in cui è stato ampliato ed è stata ridisegnata l'esposizione degli artefatti.

## Collezioni
Il National Museum of Scotland comprendono le collezioni dei due precedenti musei dai quali è composto. Oltre alle principali collezioni nazionali dei reperti archeologici e dei numerosi oggetti medievali rinvenuti in Scozia, il museo contiene artefatti provenienti da tutto il mondo nell'ambito geologico, archeologico, scientifico, tecnologico, artistico e di storia naturale. Le 16 nuove gallerie, rese nuovamente visitabili nel 2011, includono 8.000 articoli, l'80% dei quali non è mai stato esposto prima. Uno degli articoli più interessanti è il corpo imbalsamato della pecora Dolly, il primo mammifero ad essere stato clonato con successo da una cellula somatica.

## Antichità scozzesi

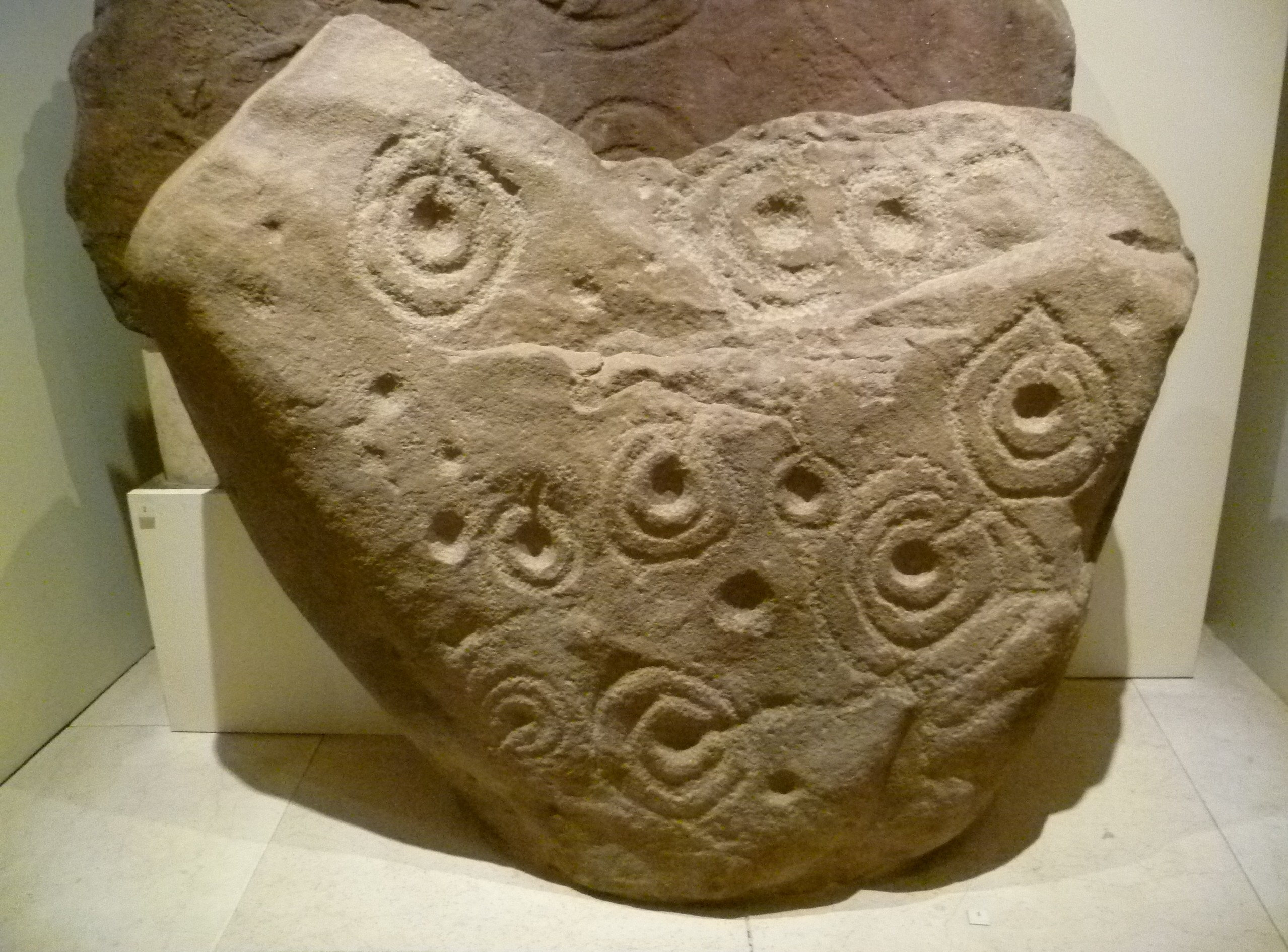
Pietra con coppa e marchiature anulari, ca.3000-2500aC
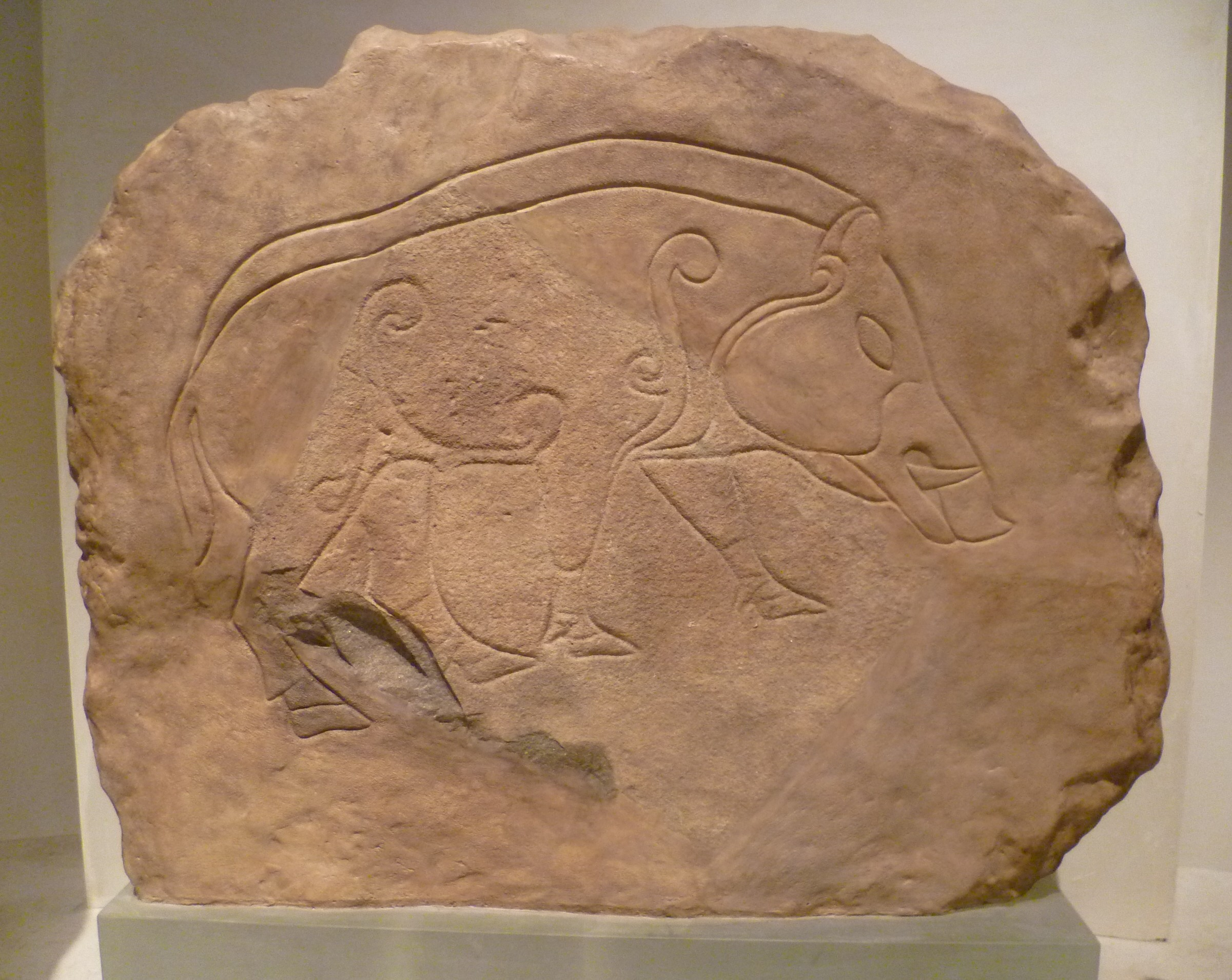
Pietra simbolo dei Pitti, rinvenuta a Dores nelle Highland
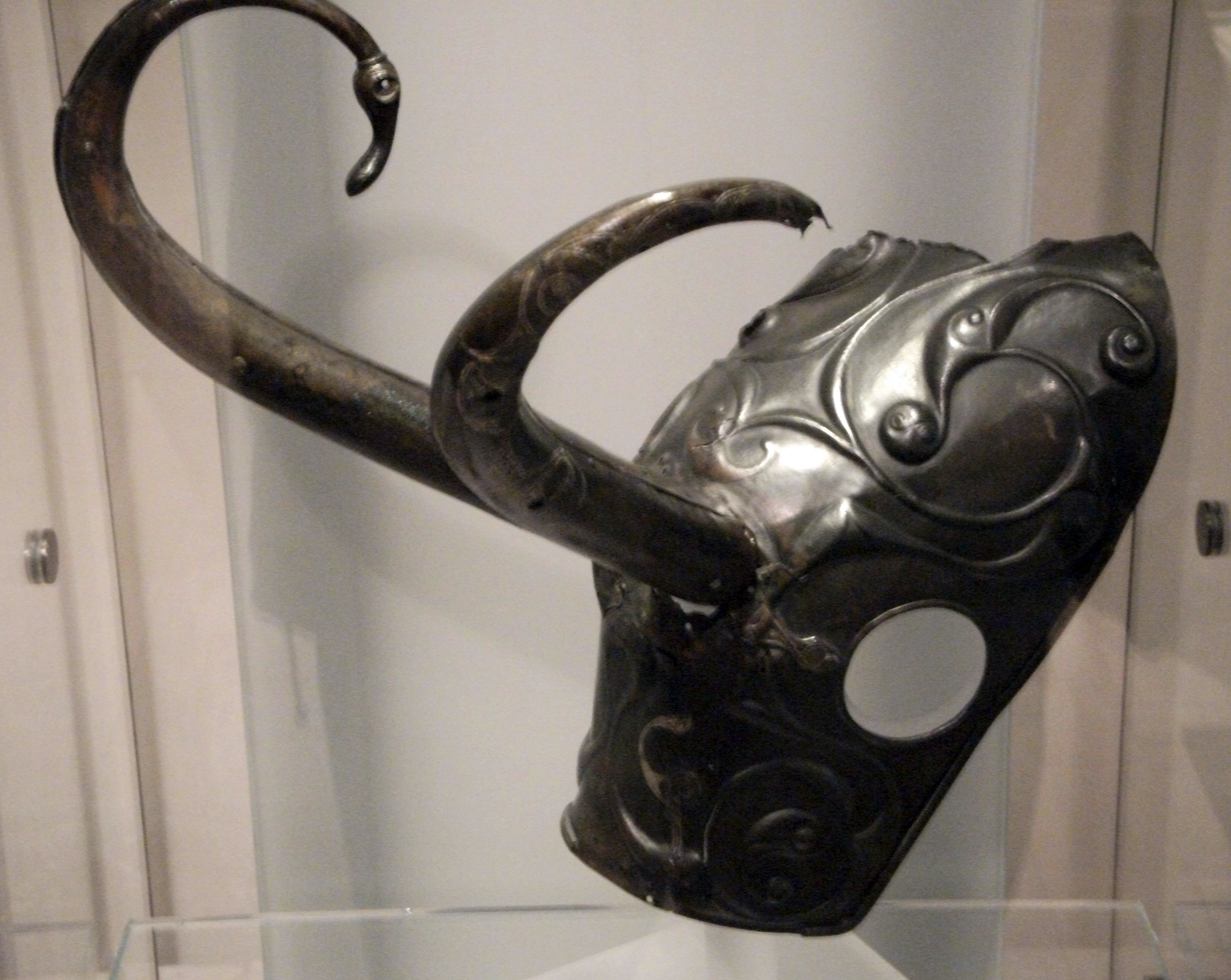
Armatura Torrs Pony-cap and Horns, Età del ferro
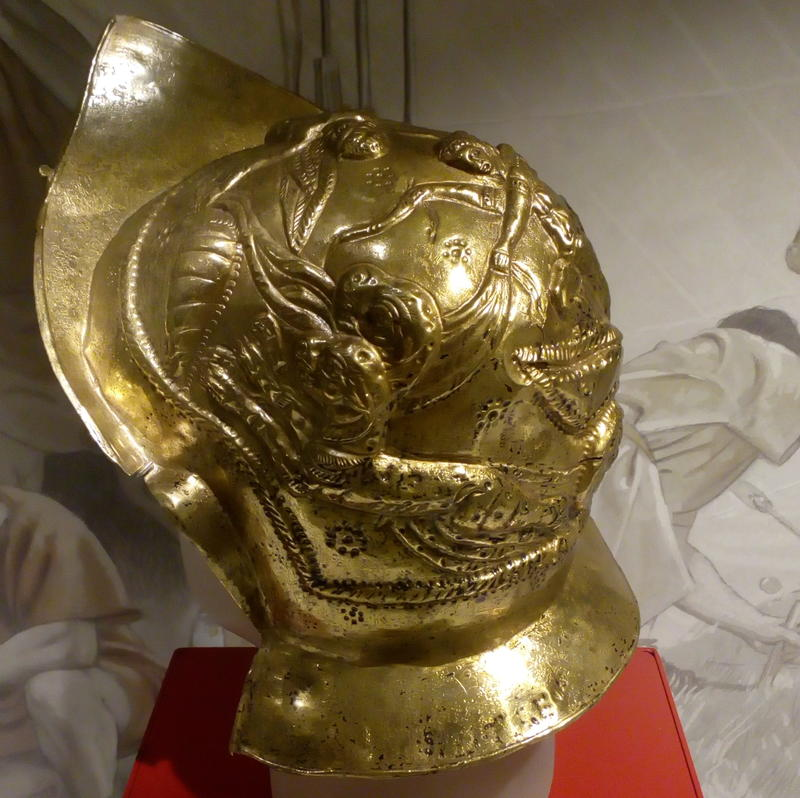
Elmetto romano di Newstead
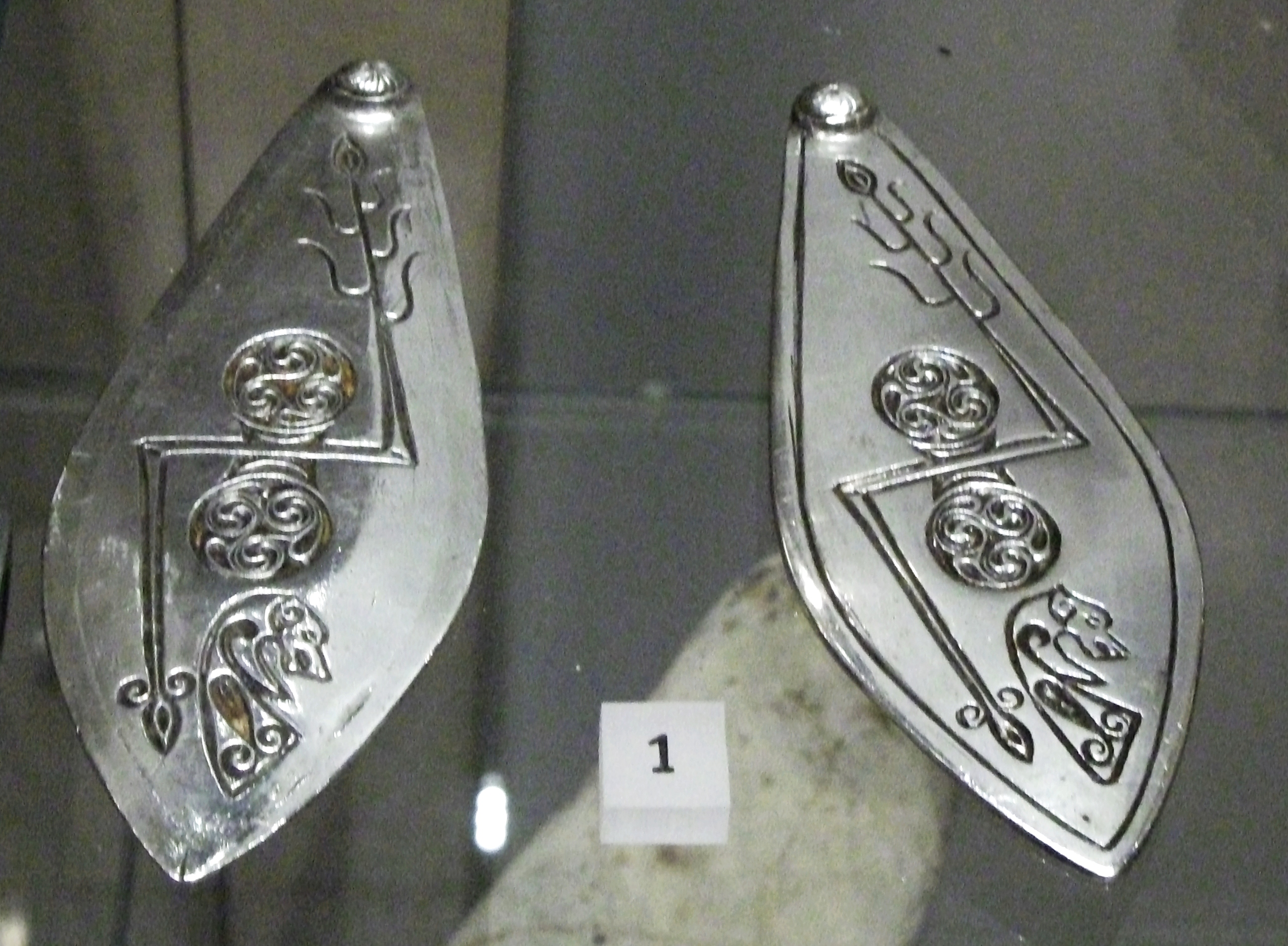
Piastre pittiche d'argento proveniente da Norrie's Law
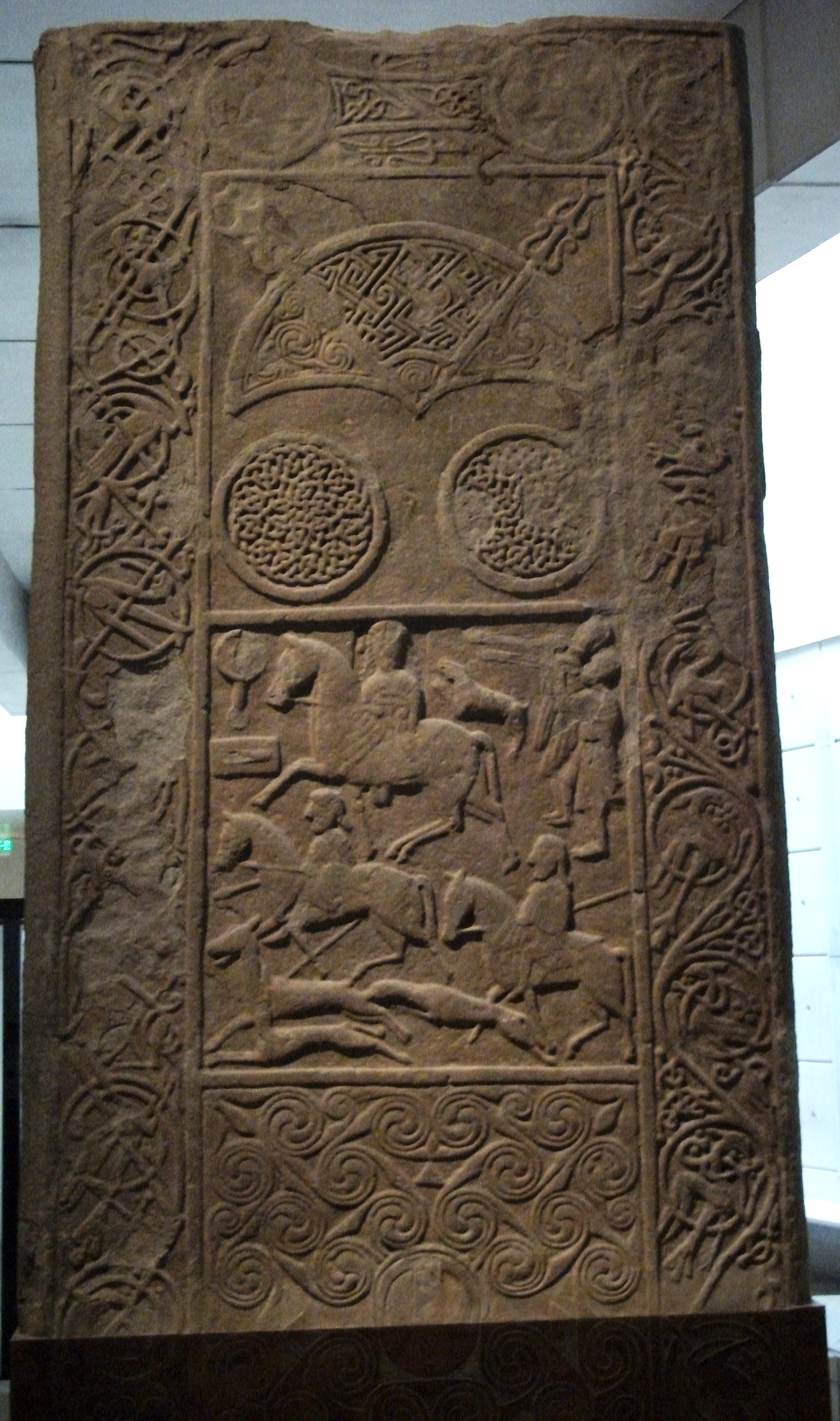
Hilton of Cadboll Stone
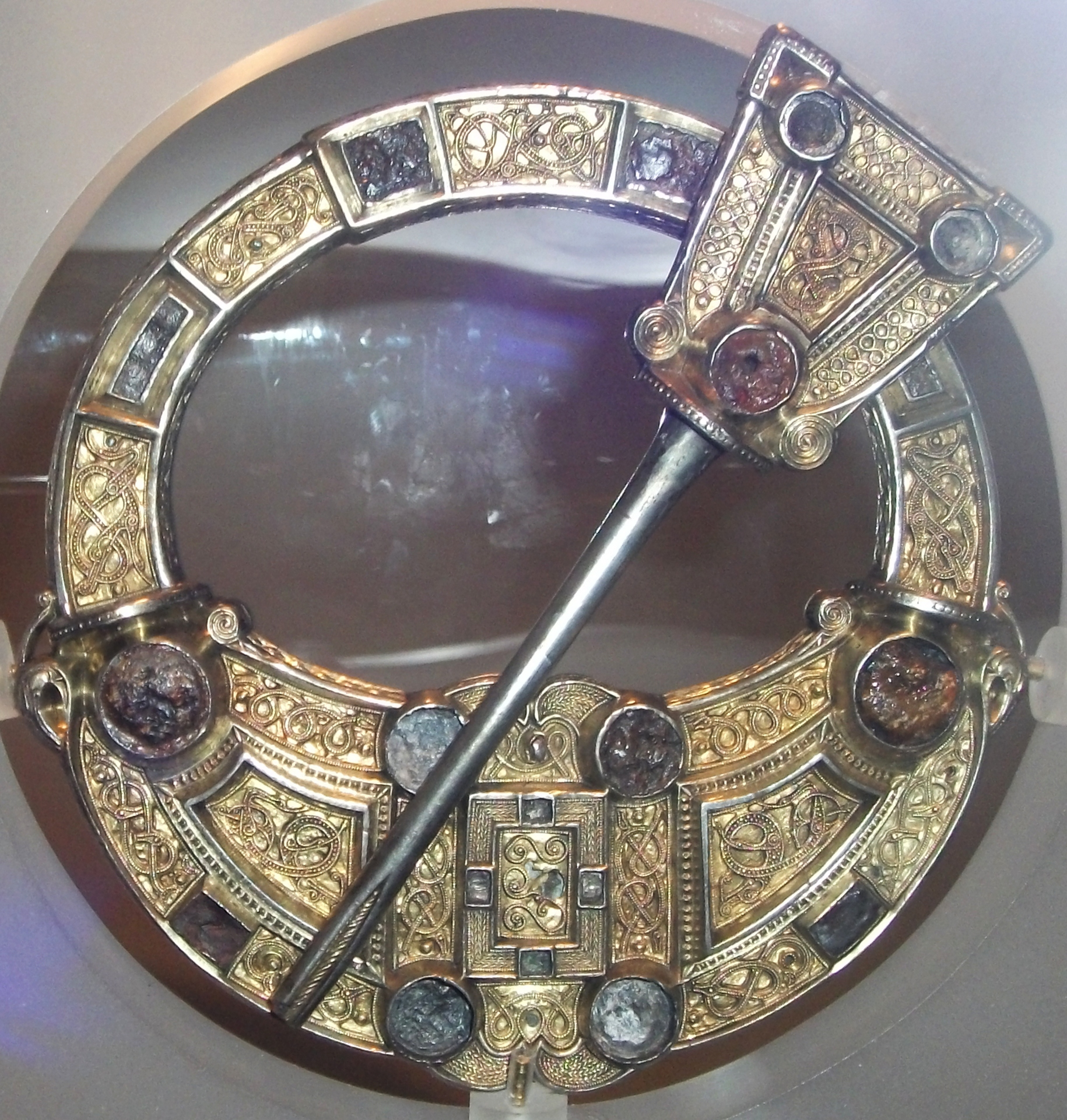
Spilla celtica Hunterston
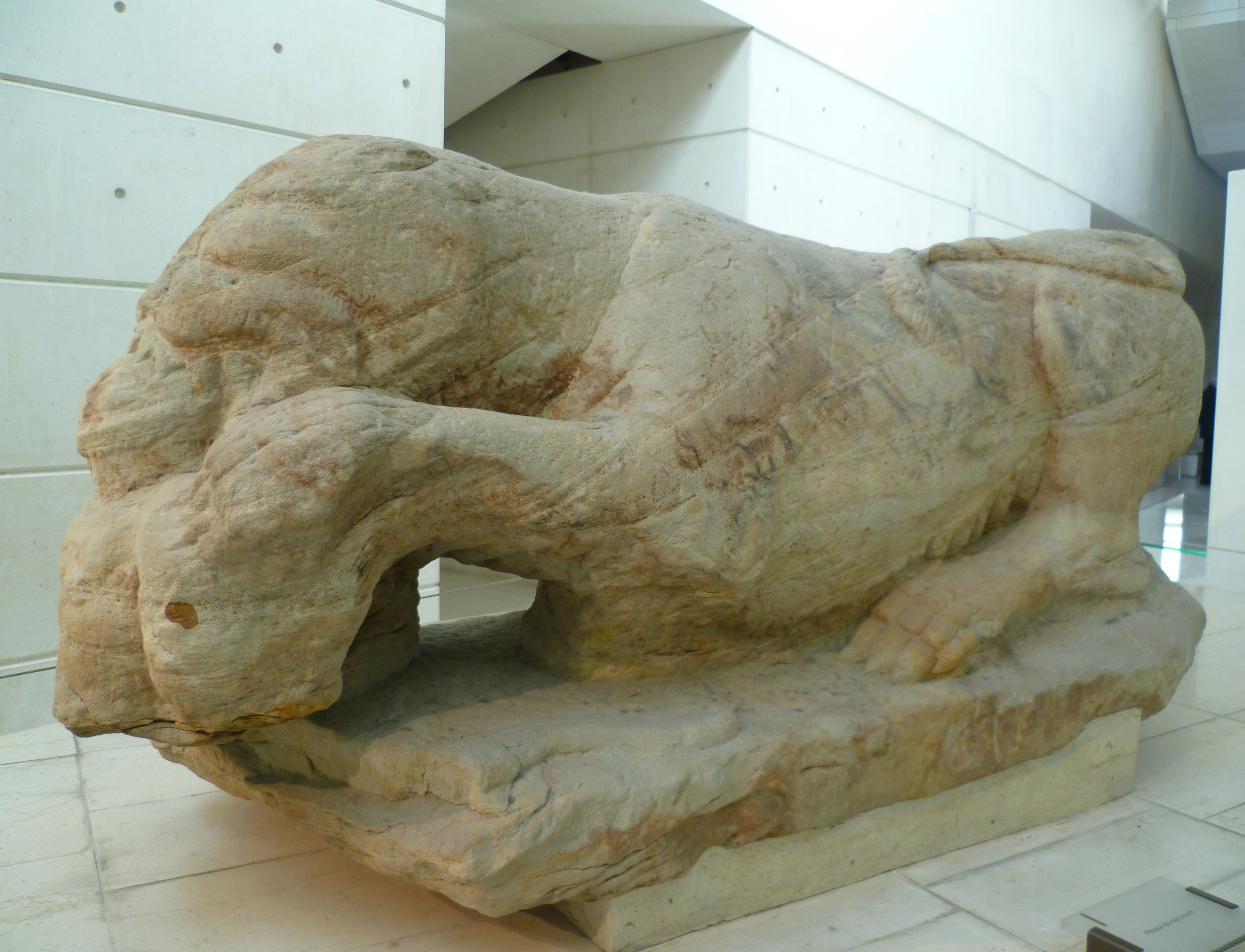
Leonessa di Cramond (epoca romana)
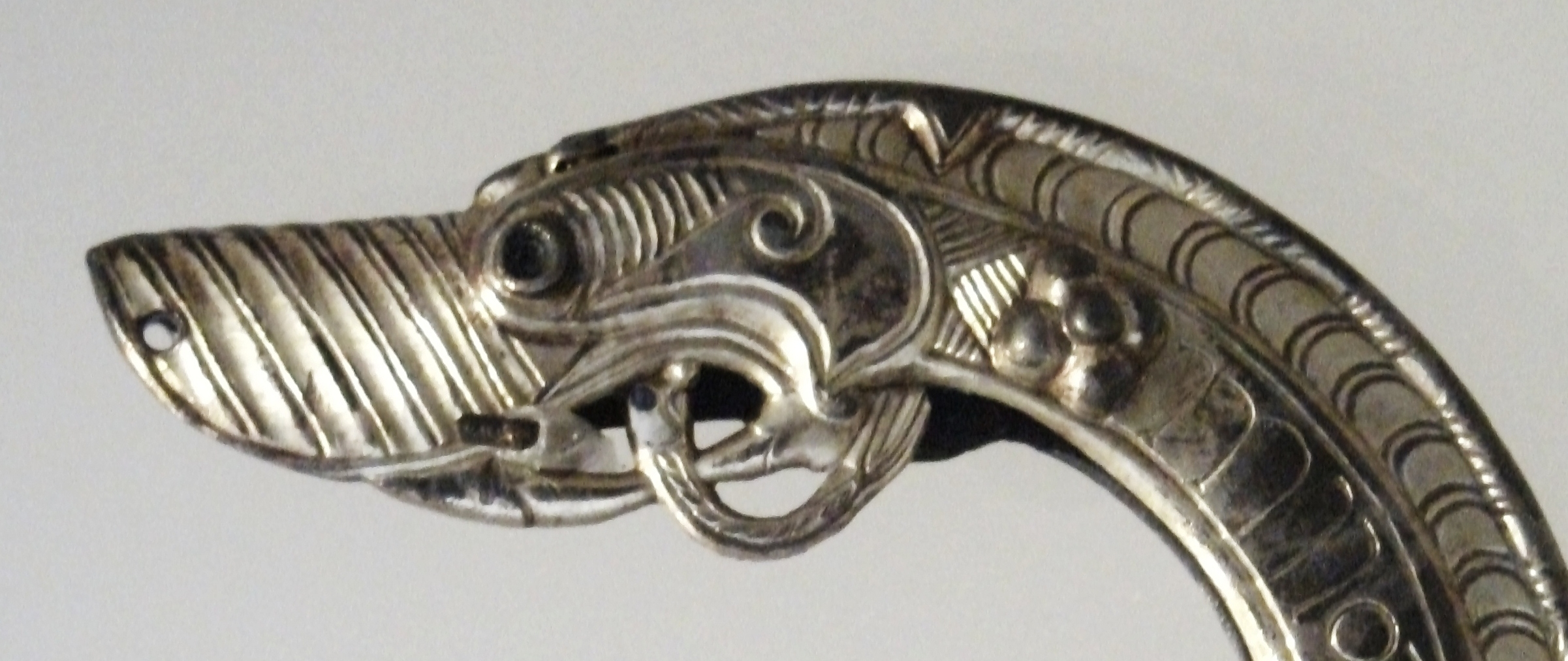
Particolare del fodero, dal Tesoro dell'Isola di S. Ninian
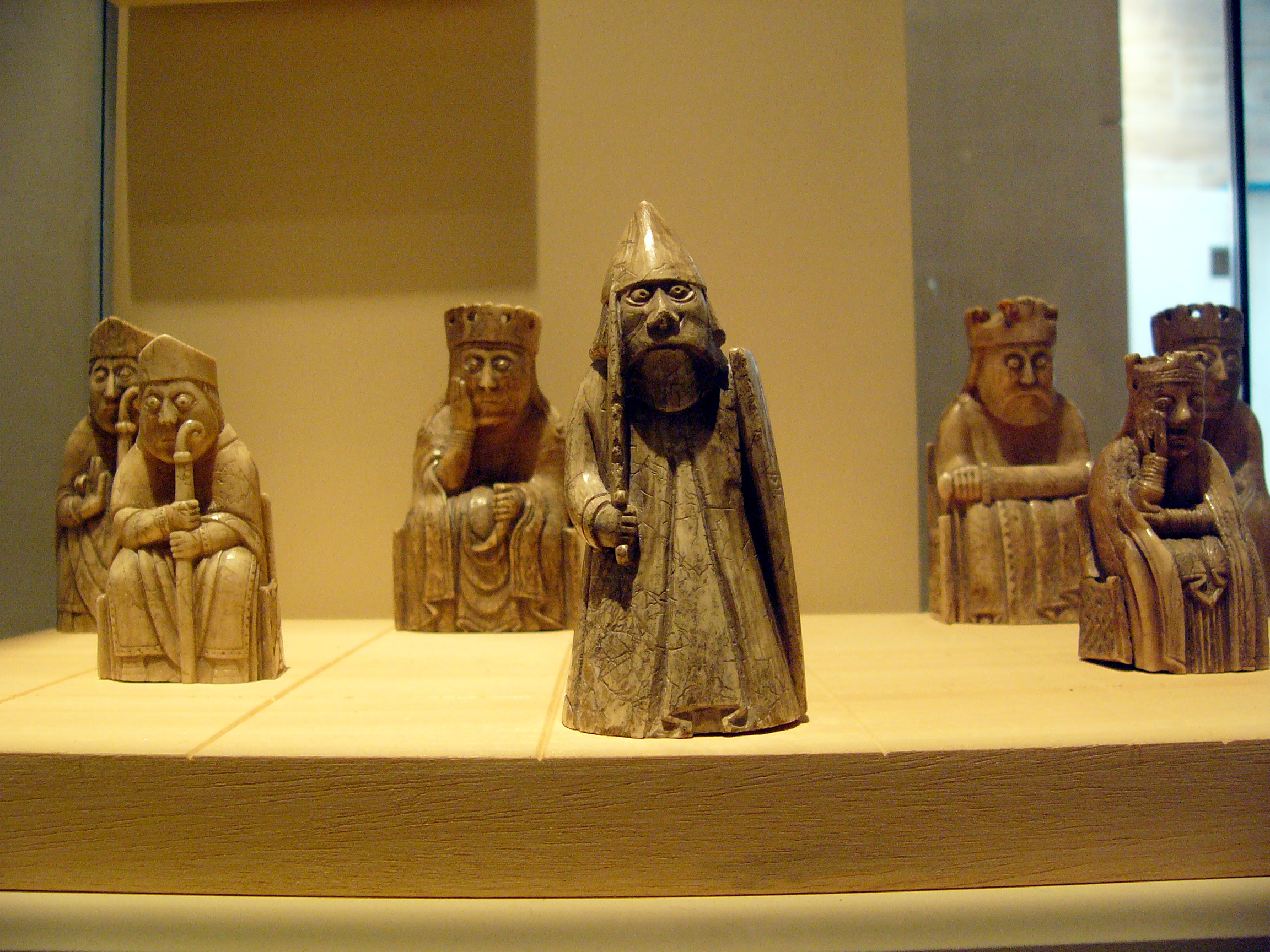
Alcuni degli 11 pezzi degli scacchi di Lewis

## Galleria d'immagini

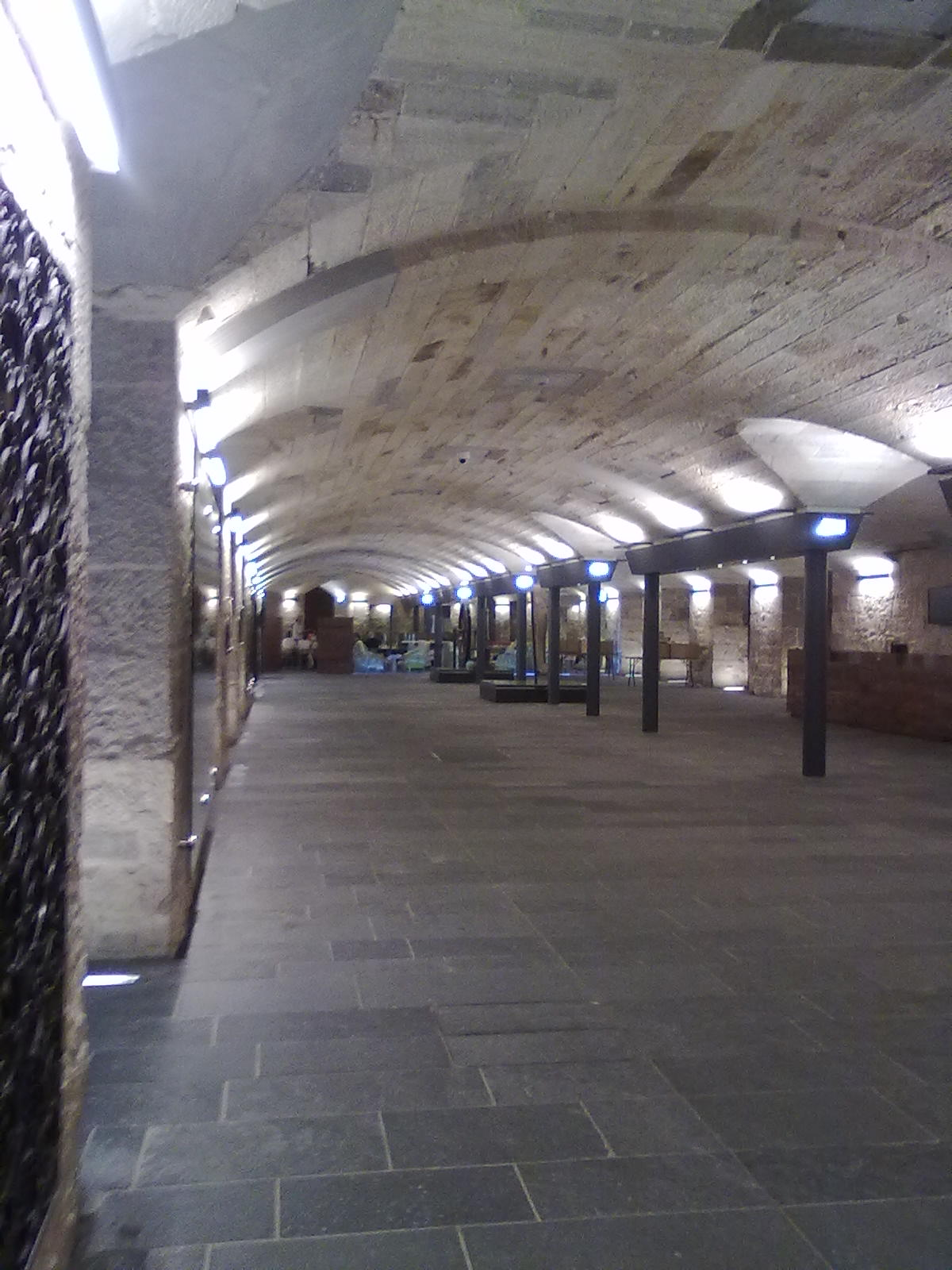
Entrata del Museo Nazionale, di tipo "cripta", inaugurata il 29 luglio 2011
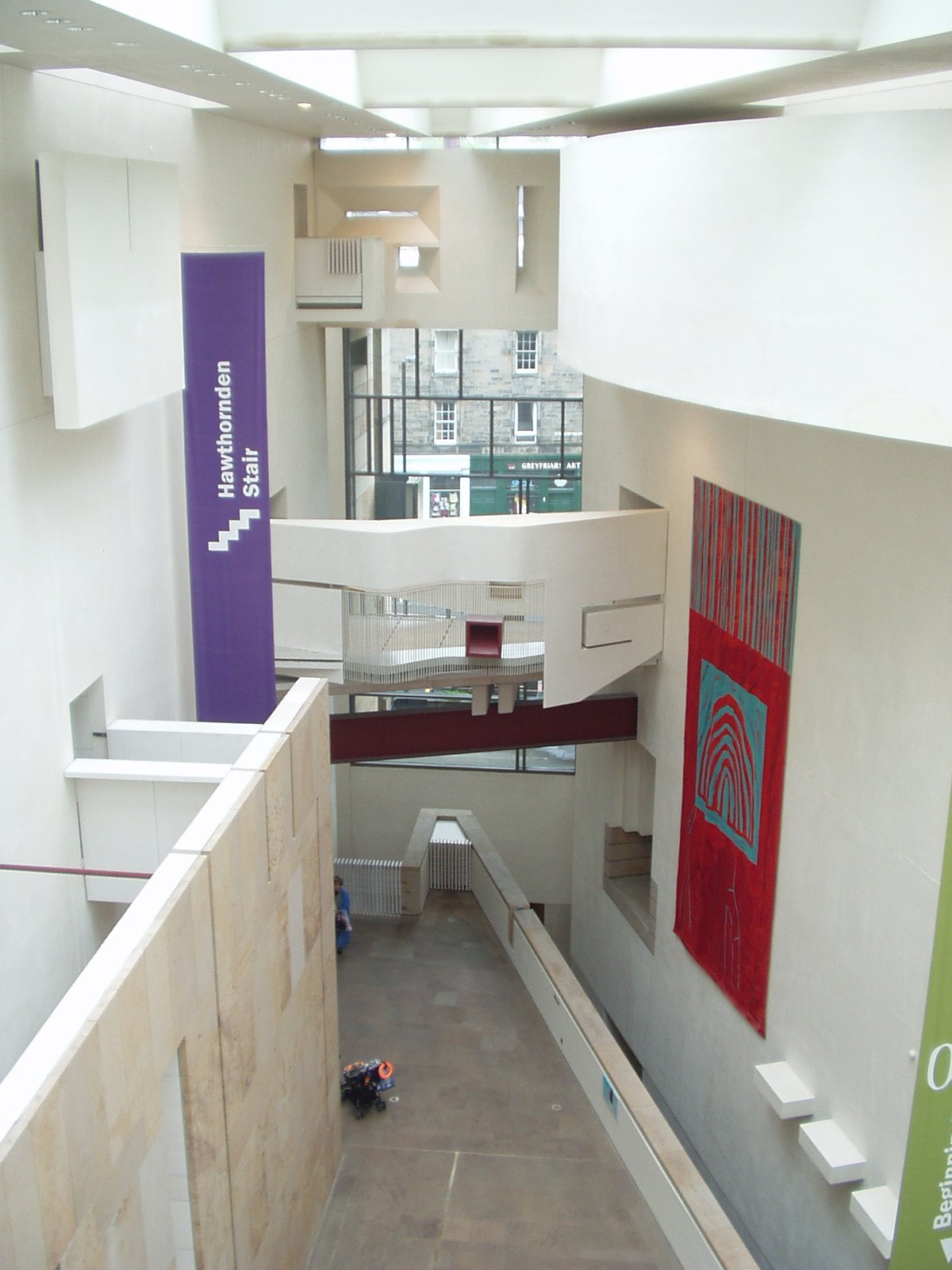
Interni del Museum of Scotland
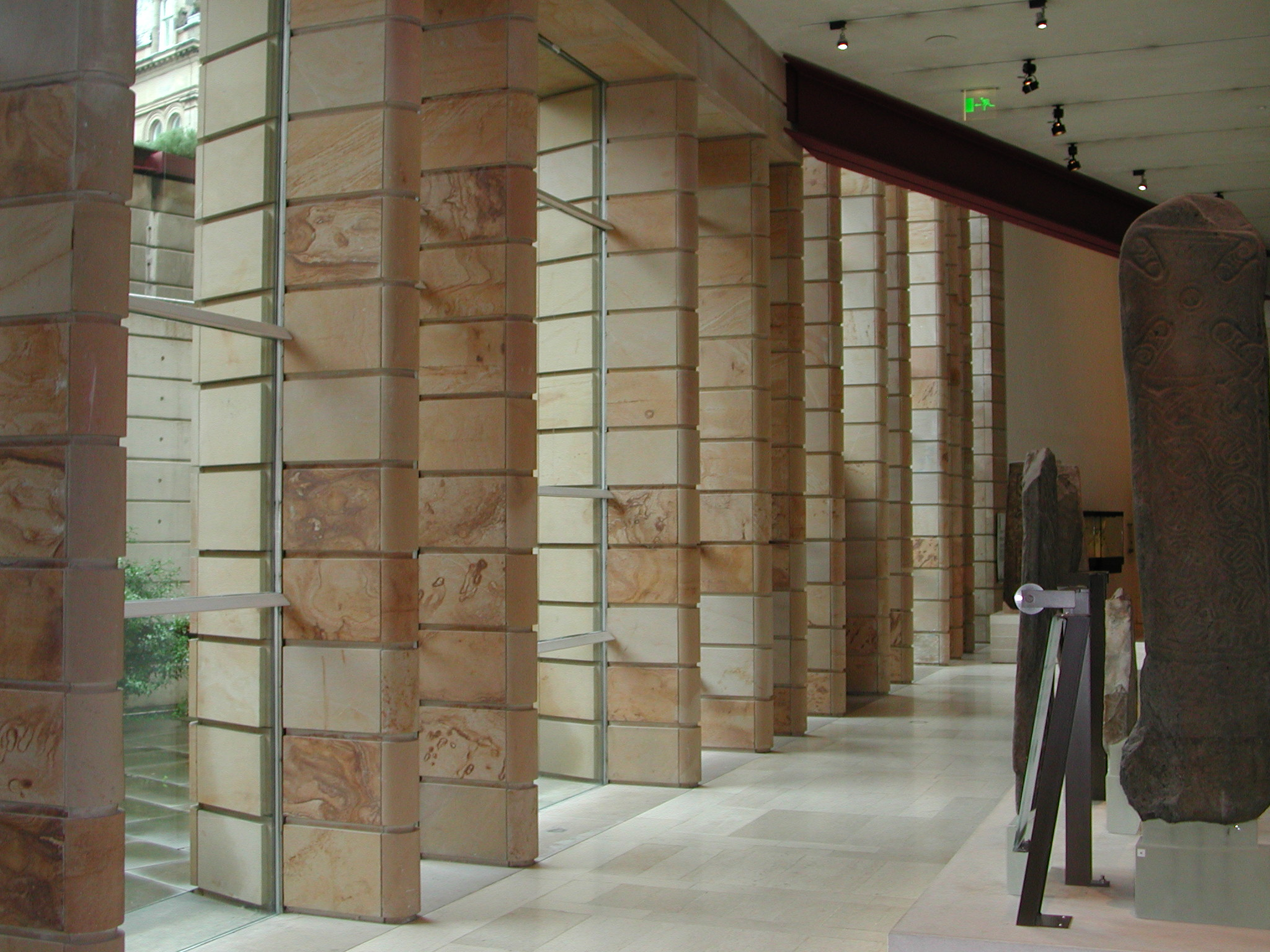
Seminterrato interno
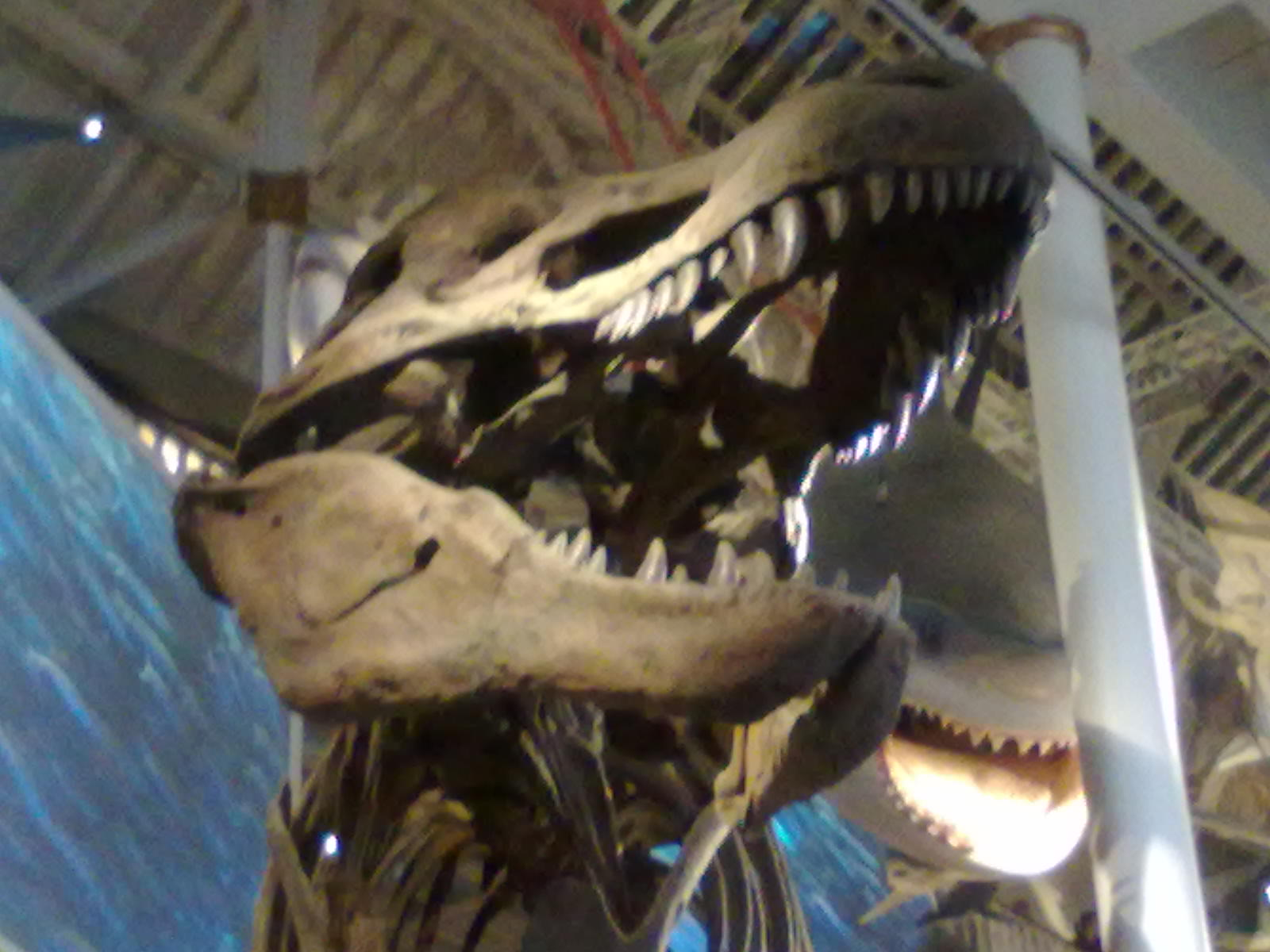
Testa di un Tyrannosaurus Rex
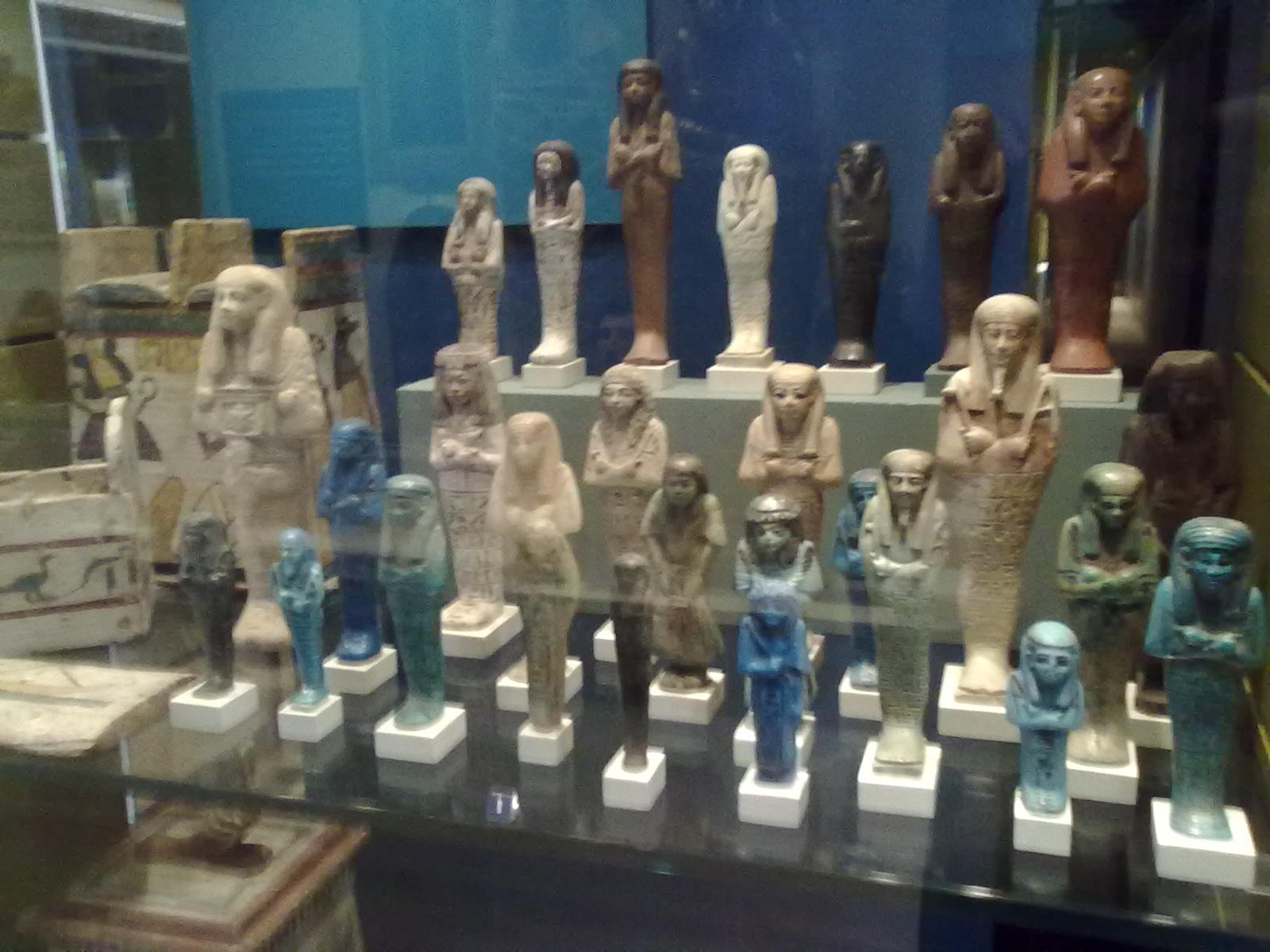
Mostra di shabti egiziani
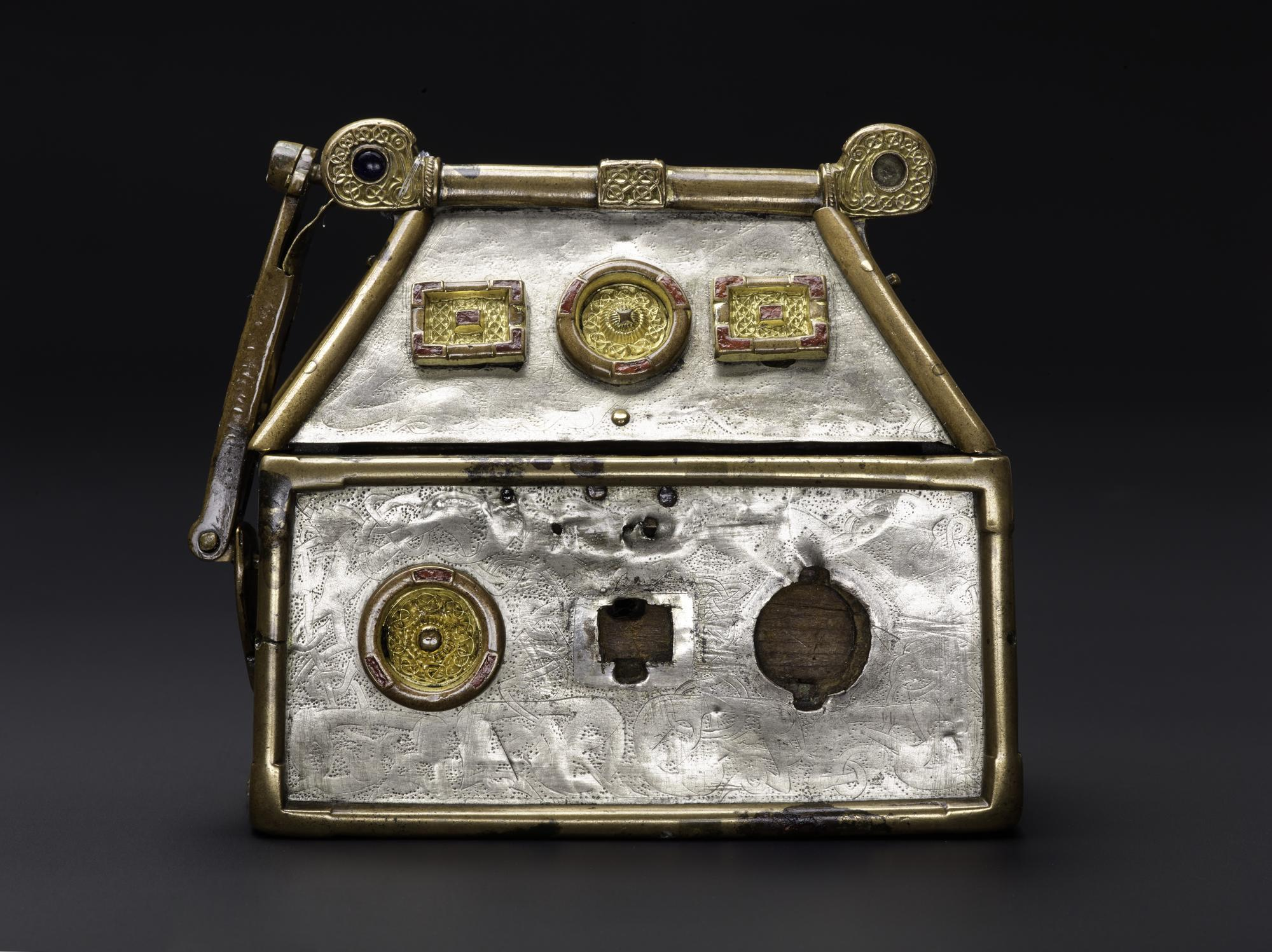
Il Reliquiario Monymusk, che risale al 750dC
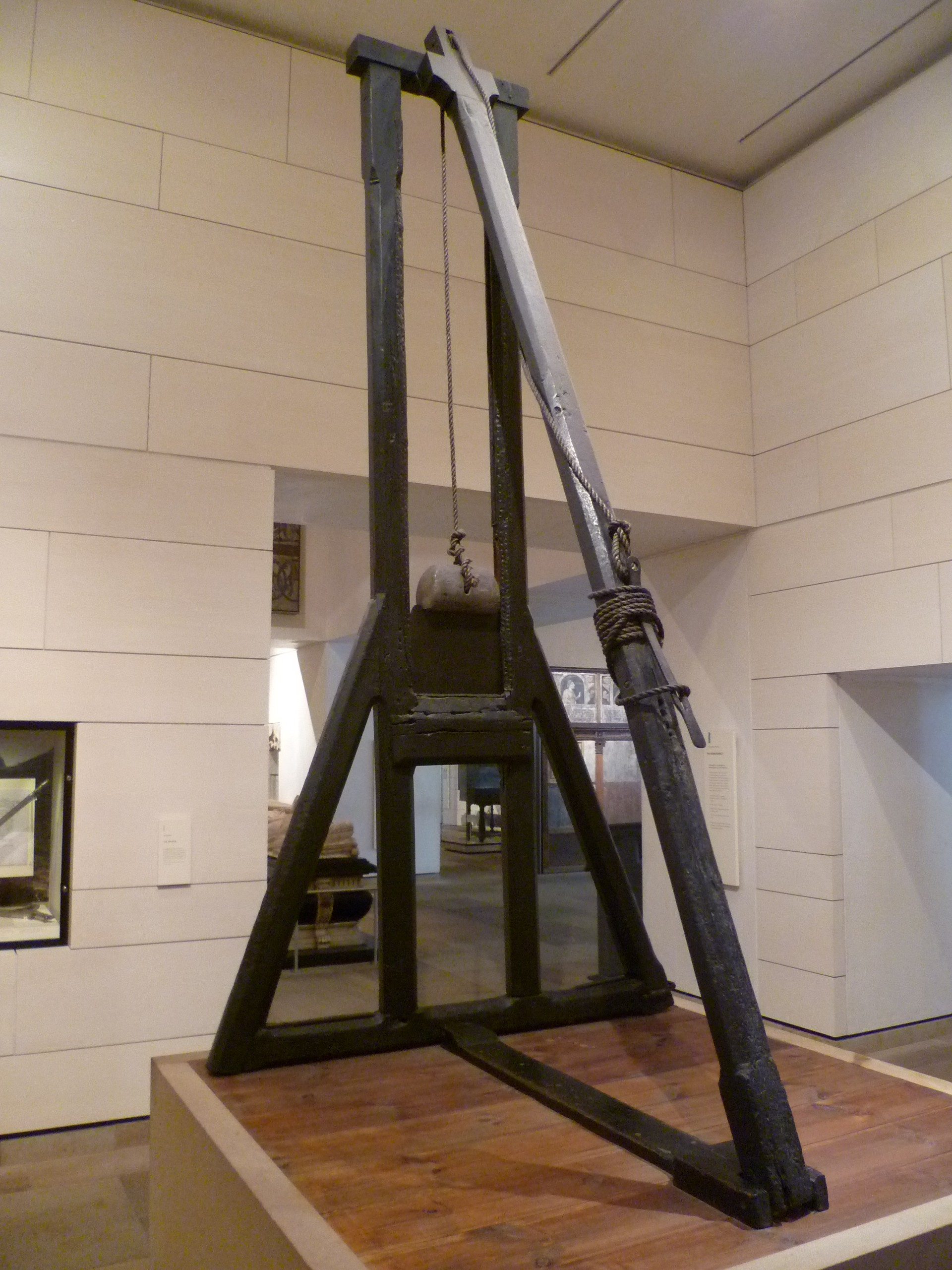
La ghigliottina Maiden
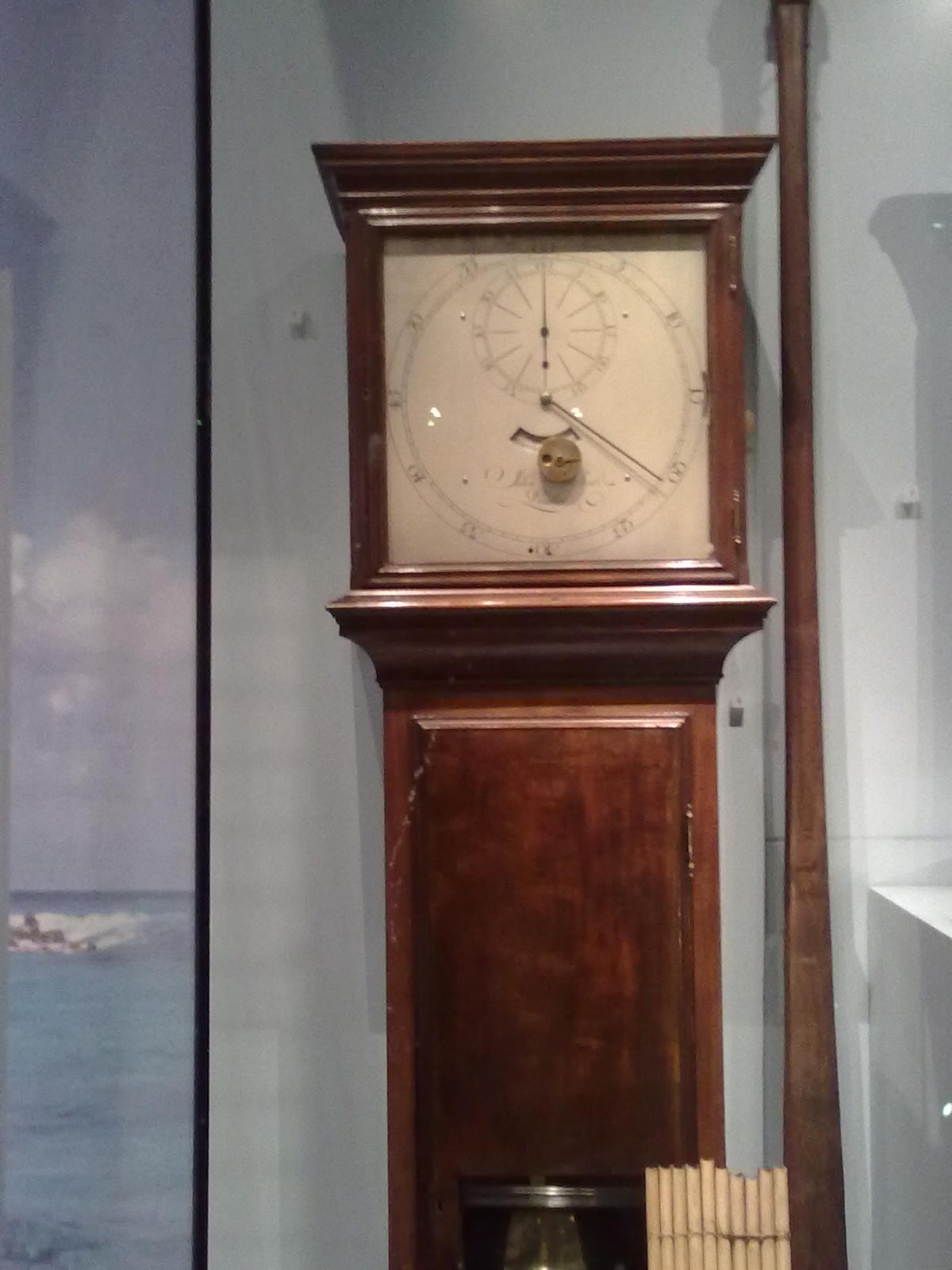
Orologio Shelton di Captain Cook
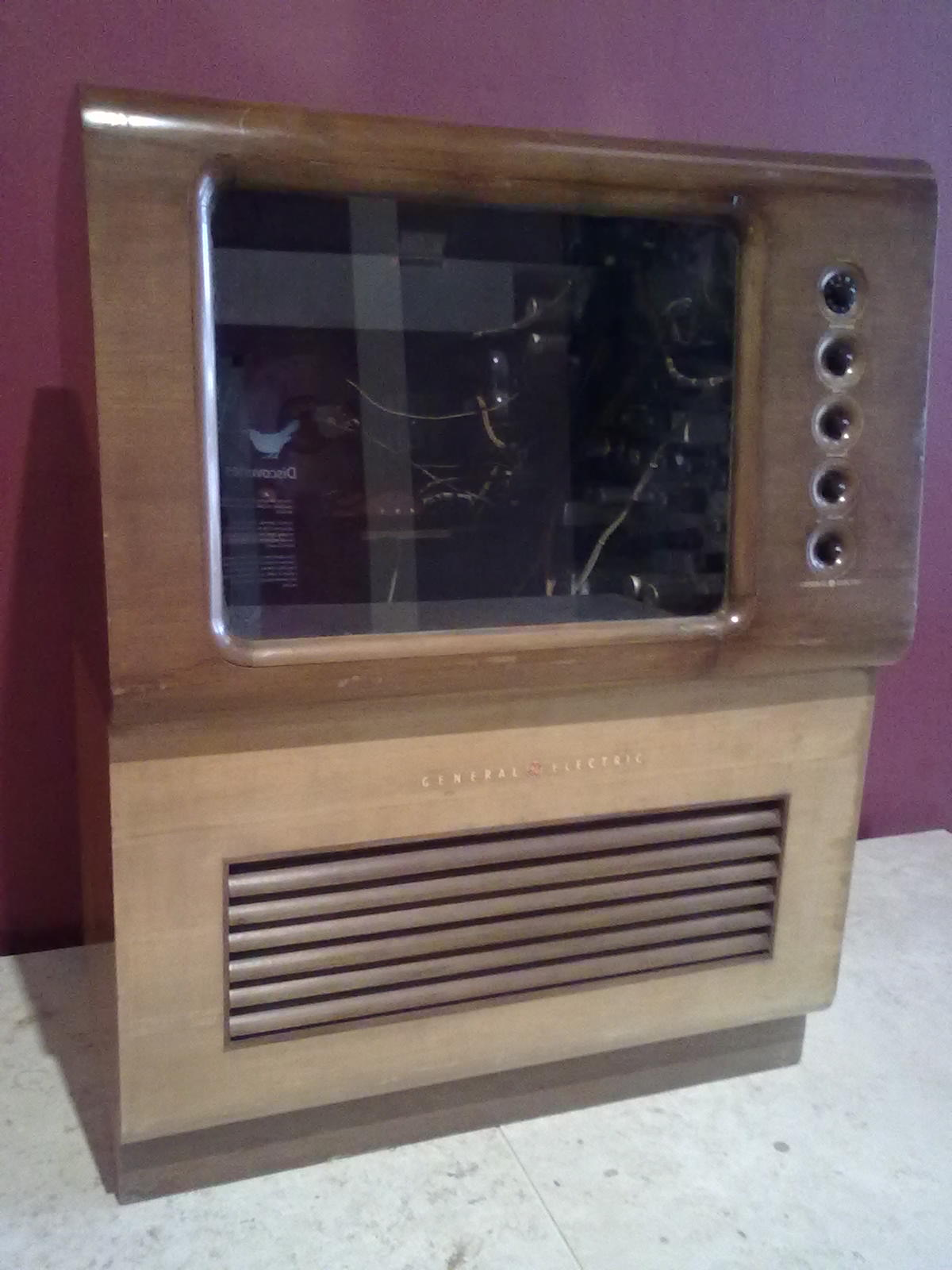
Un televisore GE 950, modello a colori più antico del mondo
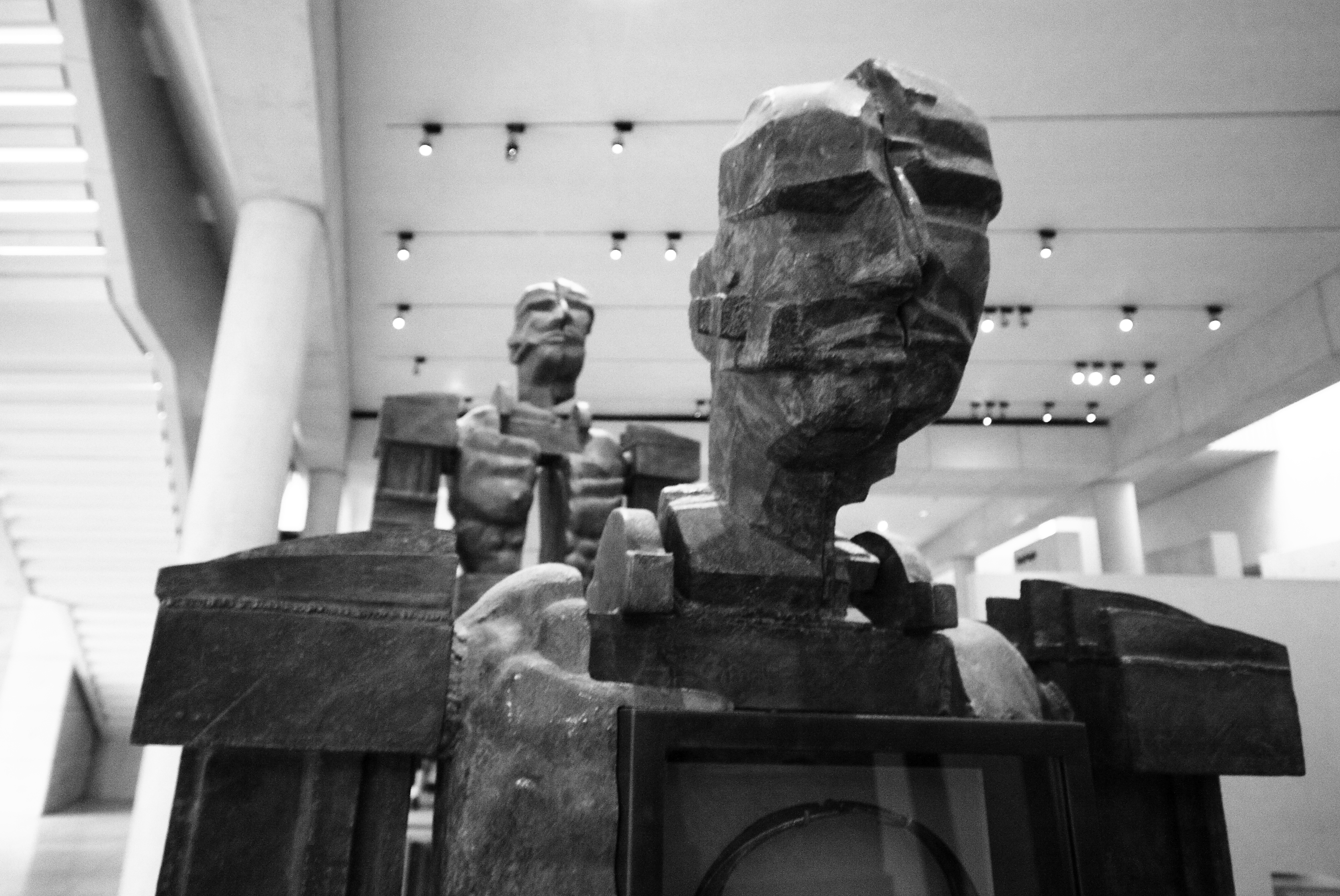
Figura in bronzo dell'artista Paolozzi esposto nel seminterrato del museo
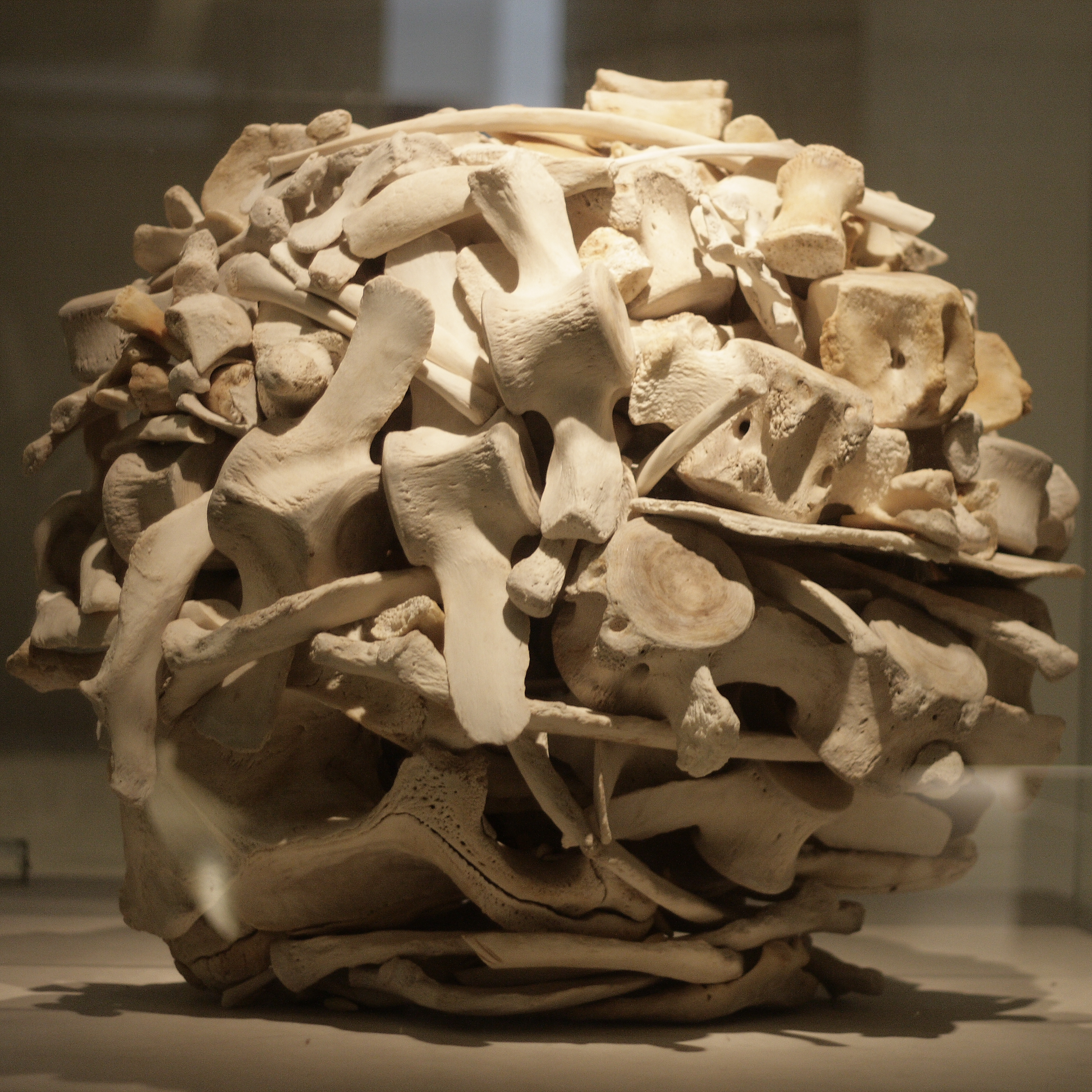
Scultura in ossa di balena di Andy Goldsworthy nel seminterrato del museo
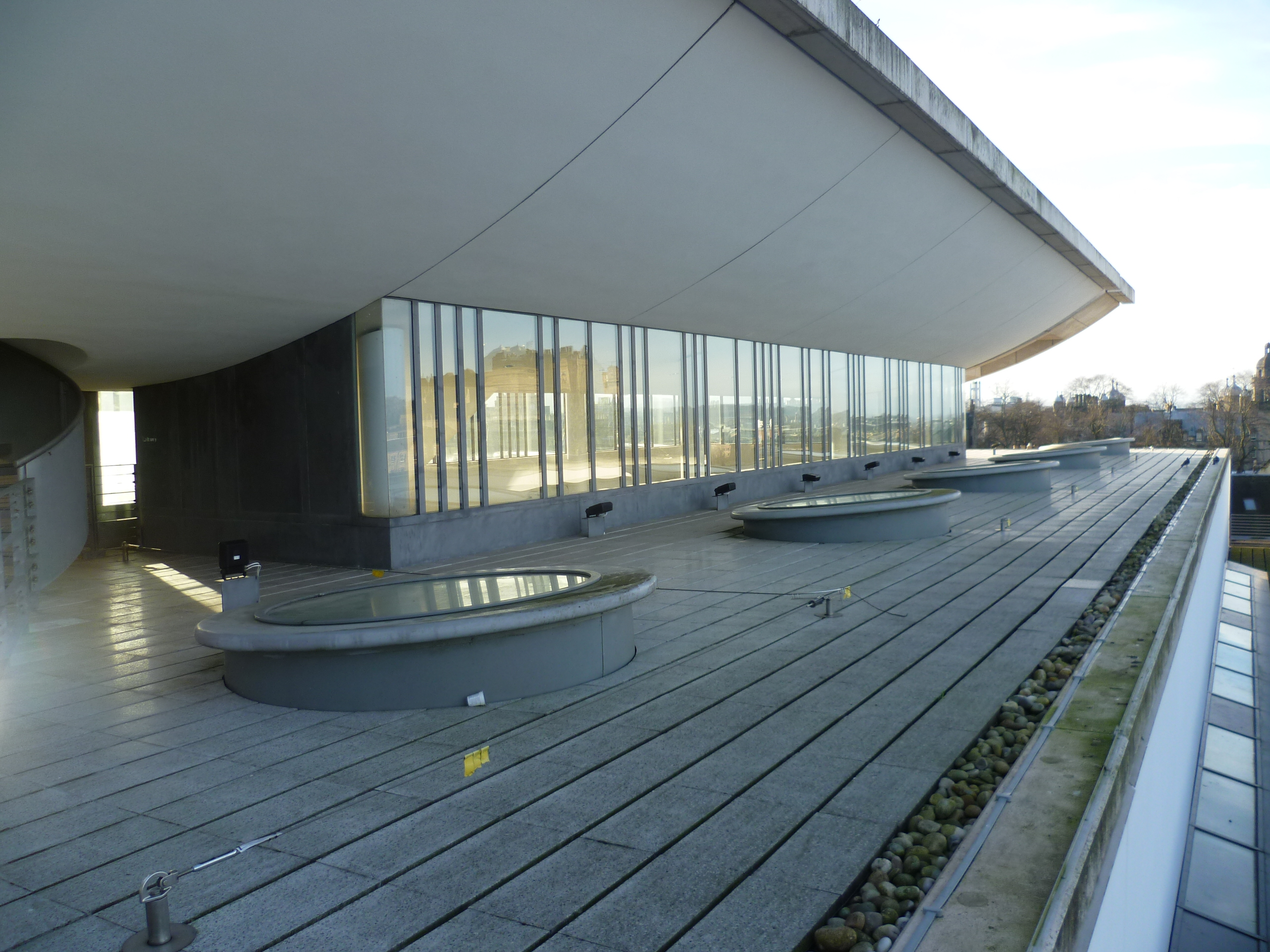
Terrazza sottotetto
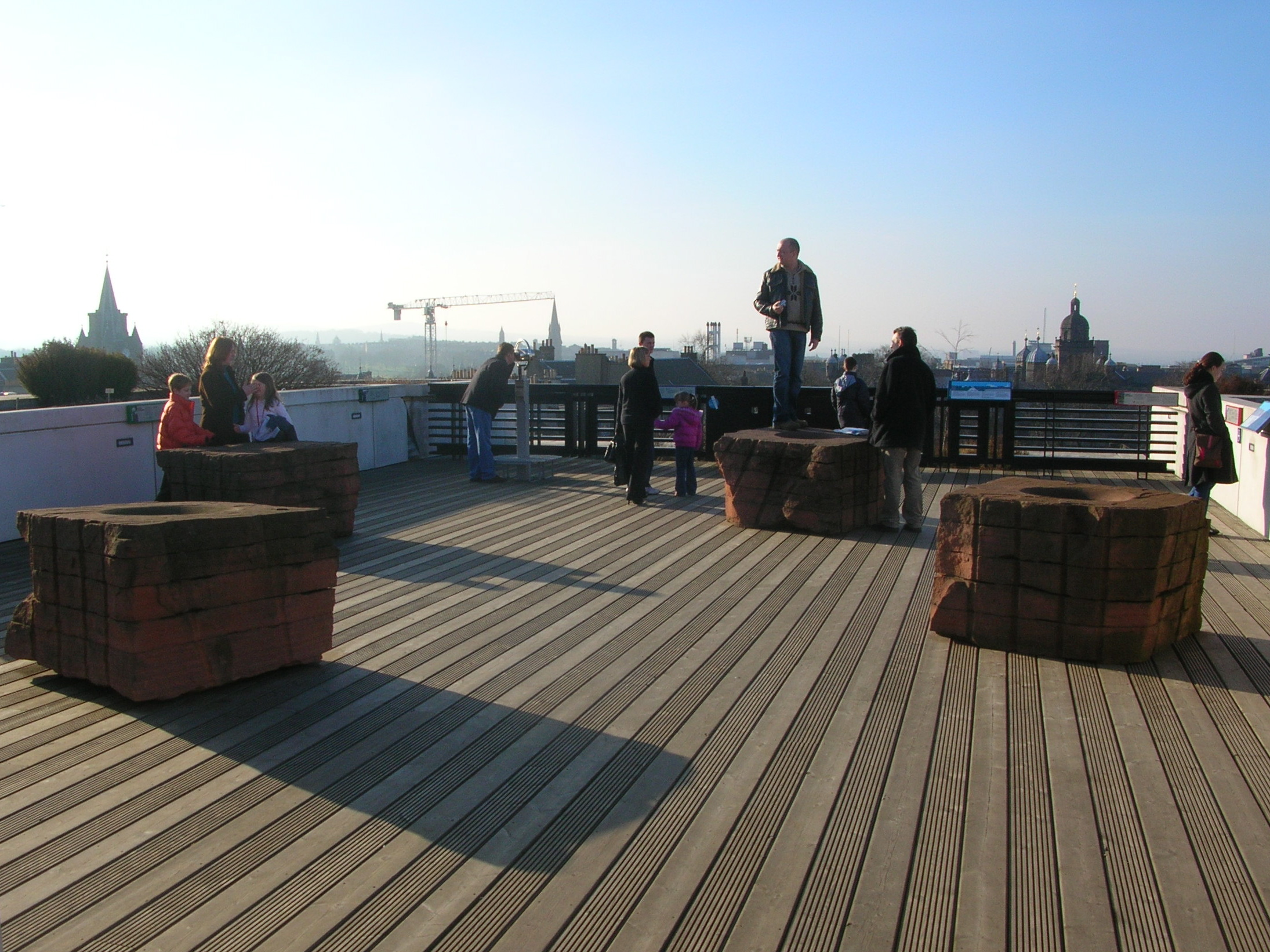
Terrazza del tetto, con opere di Andy Goldsworthy